# Eurocopter EC145
Eurocopter EC145 (nu Airbus Helicopters H145) är en tvåmotorig helikopter som är utvecklad och tillverkad av Airbus Helicopters, tidigare Eurocopter.
EC145 kan transportera upp till nio passagerare tillsammans med två besättningmän beroende på konfiguration. Helikoptern används bland annat för persontransporter, sjuktransporter samt search and rescue. År 2014 bytte EC145 namn till H145 i samband med att Eurocopter blev Airbus Helicopters. Militära varianter av helikoptern har också producerats under olika beteckningar, såsom H145M eller UH-72, och har använts för utbildning, logistik, medicinsk evakuering, rekognoscering, trupptransport och lätt attack.

## Utveckling
EC145 utvecklades gemensamt av Eurocopter och Kawasaki Heavy Industries med bakgrund av deras tidigare framgångsrika samarbete i modellen BK 117 C1. I stället för att skapa en helt ny design användes cockpit och avionik från Eurocopter EC135 i kombination med den beprövade BK 117:s bakre del. Flight International beskrev den nya helikoptern som "till 90% en kombination av dessa två helikoptrar [EC135 och BK 117 C1]".
EC145 gjorde sin första flygning i Donauwörth i Tyskland den 12 juni 1999.

## Galleri

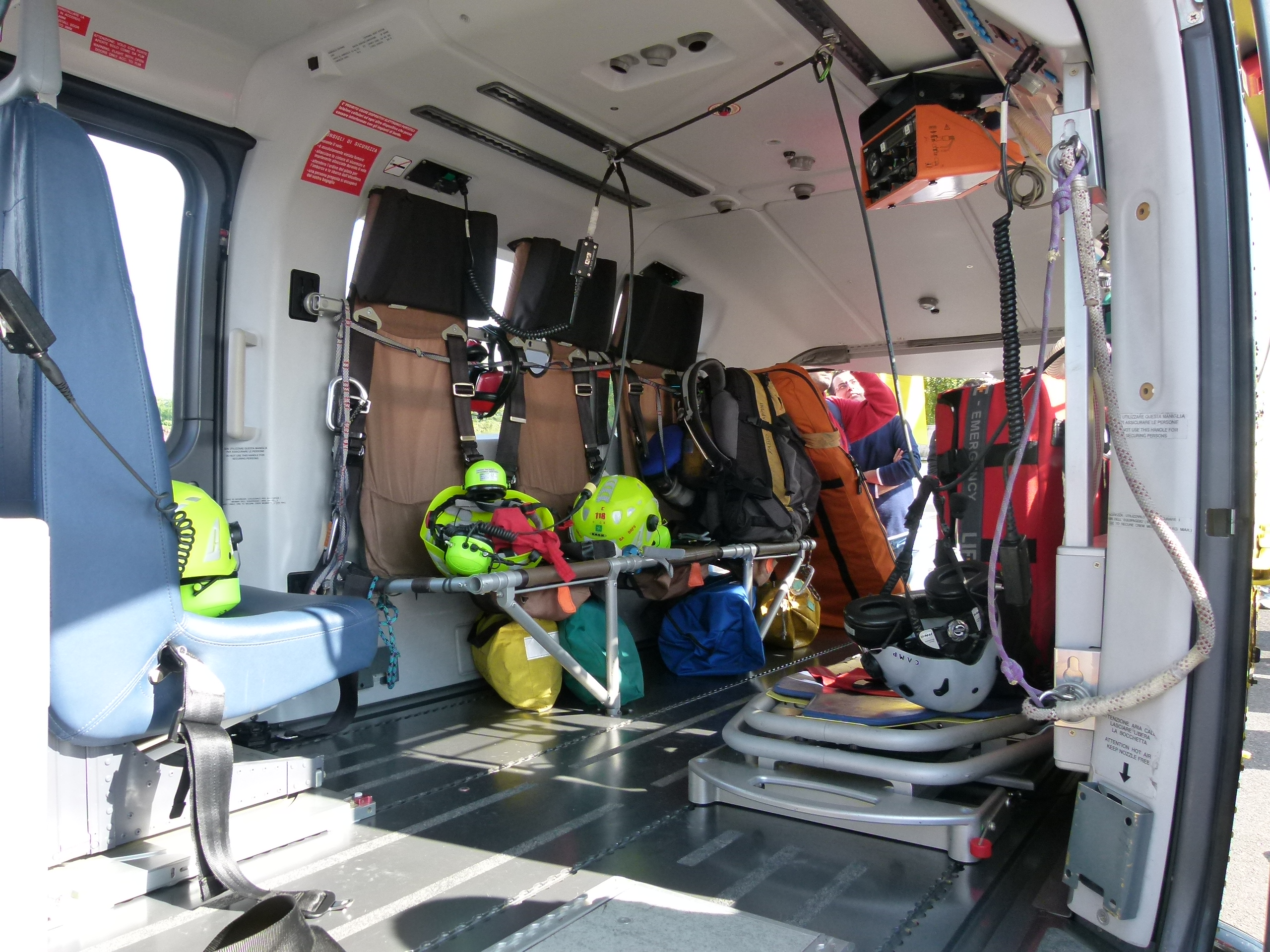
Interiör i en EC145-ambulanshelikopter från Brescia, Italien
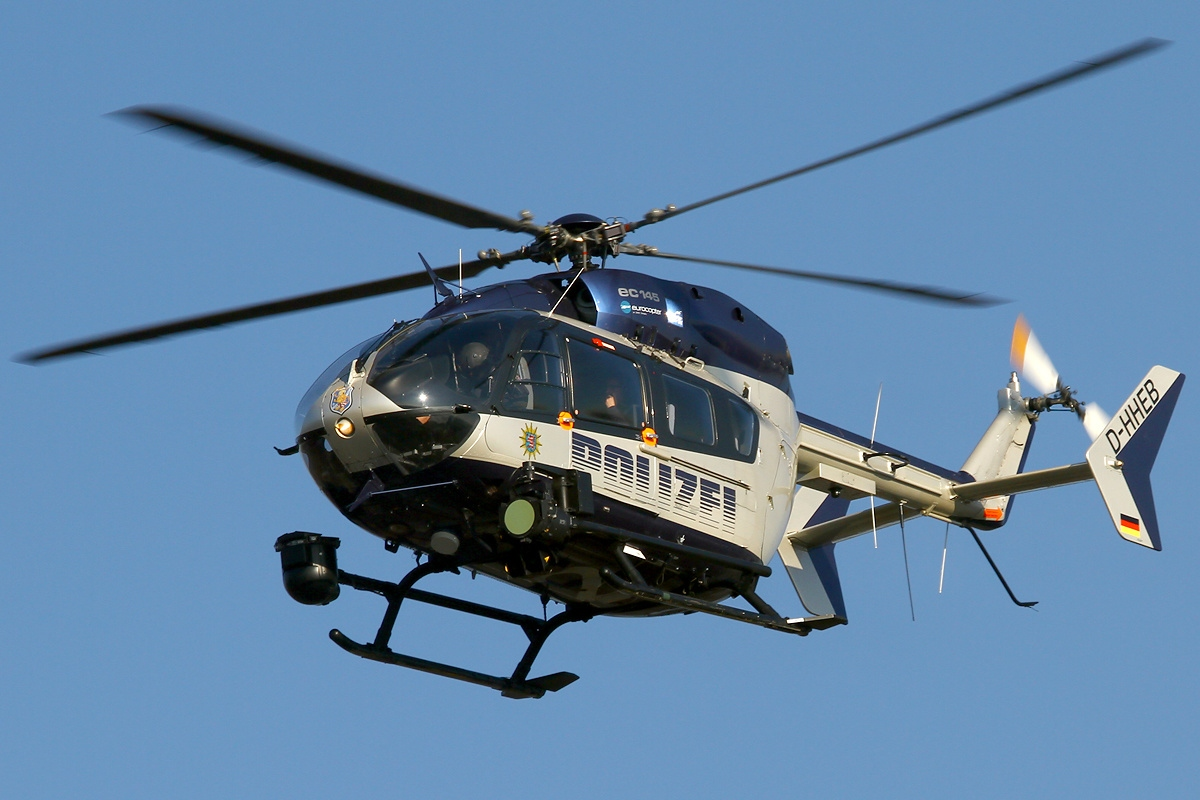
EC145 från tyska Landespolizei
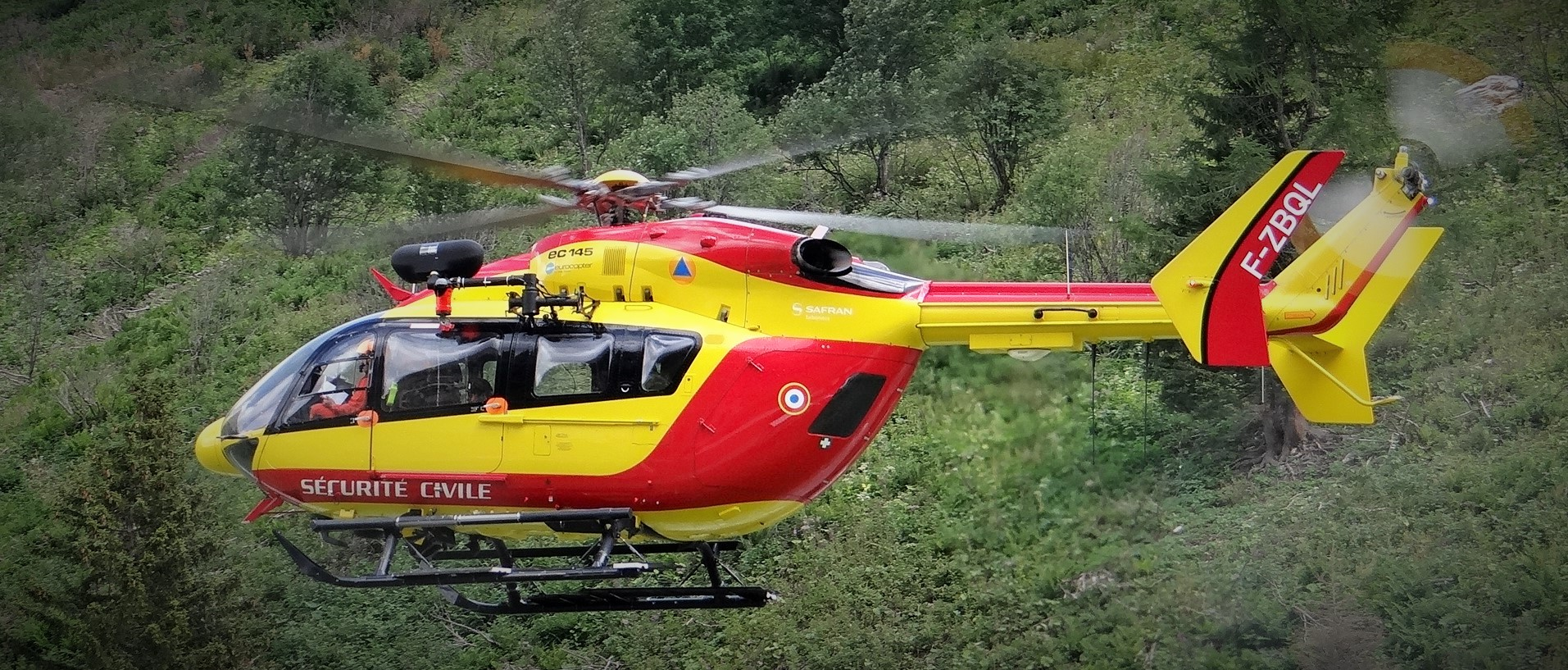
EC145 från räddningstjänsten i Frankrike
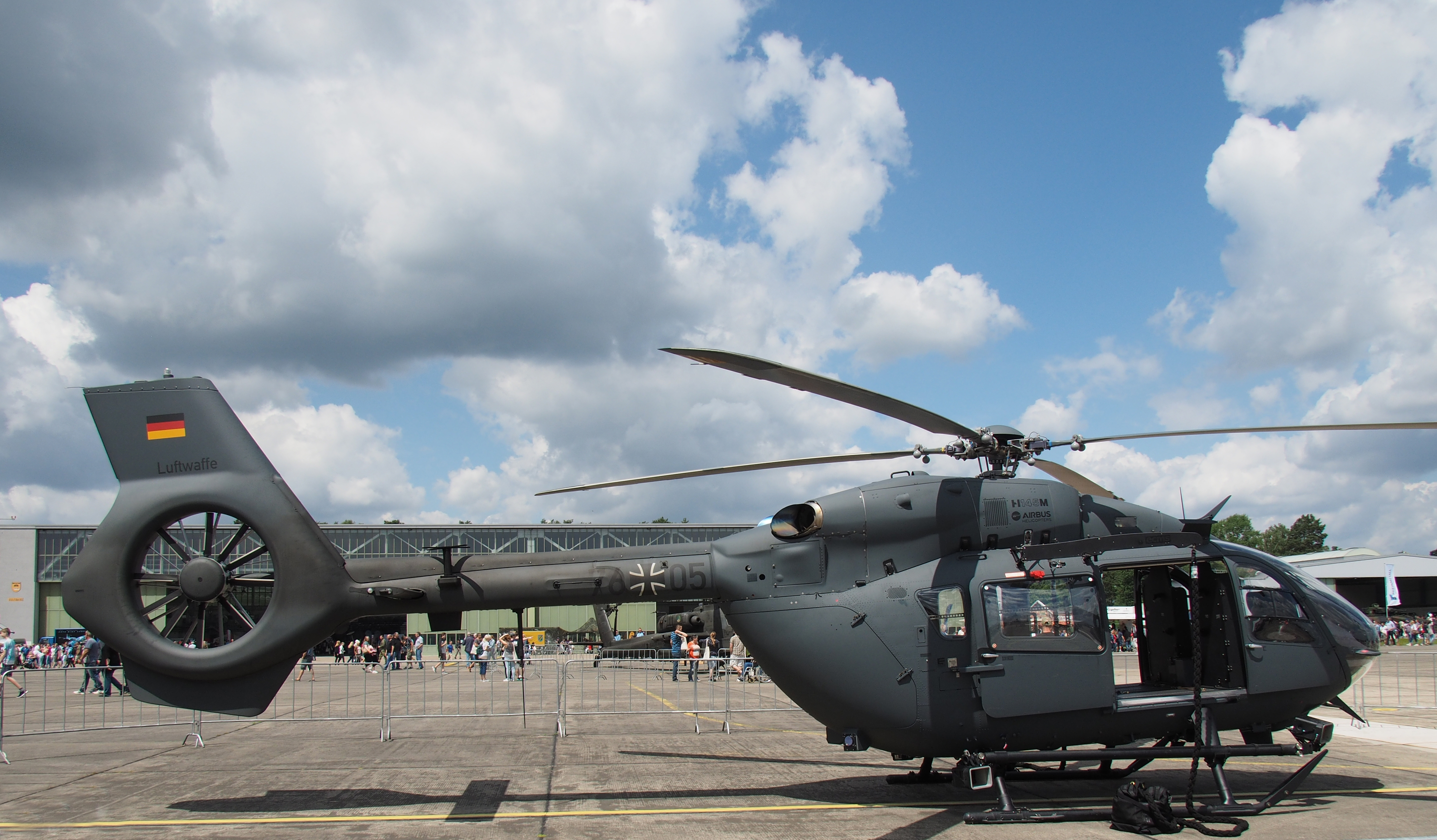
H145M i militärutförande från Tysklands flygvapen